# Roger Saint-Vil
Roger Saint-Vil   (Port-au-Prince, 8 de desembre de 1947 - Nova York, 7 de juny de 2020) fou un futbolista haitià de la dècada de 1970.
Fou cinc cops internacional amb la selecció d'Haití amb la qual participà en la Copa del Món de futbol de 1974.
Pel que fa a clubs, destacà a Racing Club Haïtien, Violette Athletic Club i Cincinnati Comets.
El seu germà Guy Saint-Vil també fou futbolista.